# ヴォルトラーゲ
ヴォルトラーゲ (ドイツ語: Voltlage) は、ドイツ連邦共和国ニーダーザクセン州オスナブリュック郡北西部のザムトゲマインデ・ノイエンキルヒェンを構成する町村である。

## 地理

### 位置
ヴォルトラーゲは、ブラームガウ西部、テックレンブルガー・ラントへの移行部に位置する。

### 隣接する市町村
ヴォルトラーゲは、北はフュルステナウおよびメルツェン、東はノイエンキルヒェン、南はレッケ、西はホプステン（後者2市町村はノルトライン＝ヴェストファーレン州シュタインフルト郡）と境を接している。

### 自治体の構成
この町は以下の地区からなっている:
- ヘッケル
- ヴォルトラーゲ - 行政機関の所在地
- ヴェーゼ

## 歴史

### 町村合併
1972年7月1日にヘッケルとヴェーゼがヴォルトラーゲに合併した。

### 地名
ヴォルトラーゲ (Voltlage) という地名は、「移動柵」を意味する fole (volde, valde) に由来すると考えられている。

## 住民

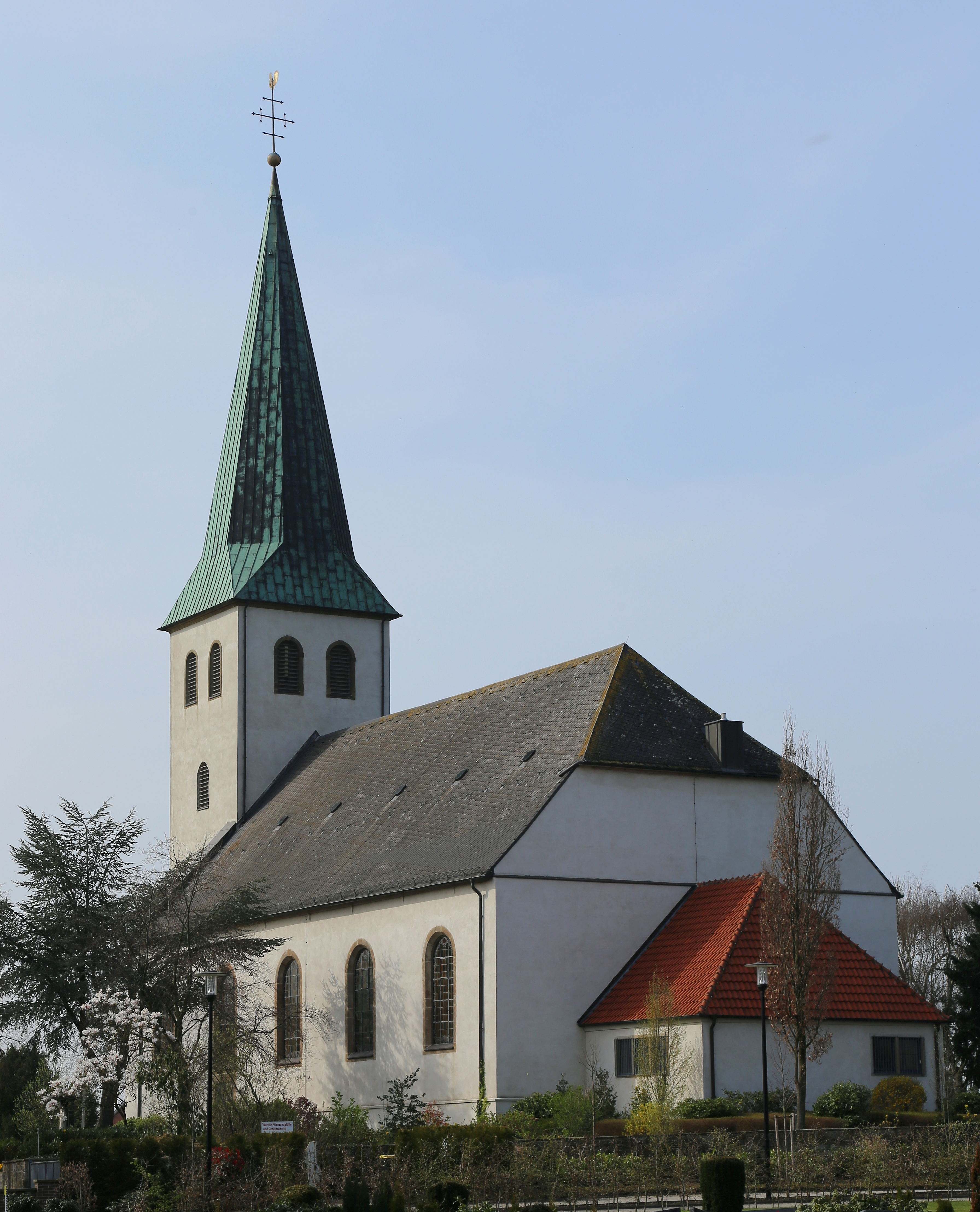
聖カタリーナ教会

### 宗教
ヴォルトラーゲ住民の多くはローマ＝カトリック信者である。カトリックの教区教会聖カタリーナ教会に祀られた1766年製の主祭壇と脇祭壇はミュンスターの彫刻家ヨハン・ハインリヒ・ケーニヒ（1705年 - 1784年）によって作製された。

### 人口推移
以下の表は、各年の12月31日時点での町域における人口を示している。
数値は、1987年5月25日の人口調査結果に基づくニーダーザクセン州統計およびコミュニケーション技術局の研究結果である。
1961年（6月6日）と1970年（5月27日）の数値は、1972年7月1日に合併した地域の人口を含む人口調査の結果である。
| 年   | 人口（人） |
| ---- | ---------- |
| 1961 | 1,704      |
| 1970 | 1,648      |
| 1987 | 1,587      |
| 1990 | 1,645      |
| 1995 | 1,739      |
| 2000 | 1,769      |
| 2005 | 1,825      |
| 2010 | 1,782      |
| 2011 | 1,754      |

## 行政

### 議会
ヴォルトラーゲの町議会は 10議席からなる。これに投票権を有する議長として町長が加わる。

### 首長
この町の町長はヘルマン・ドライジング (CDU) である。

### 紋章
この町の紋章は、ヴォルトラーゲ、ヴェーゼ、ヘッケルの3地区を象徴する3本の穂と、フォルクラーゲの教会の守護聖人であるアレクサンドリアの聖カタリーナにちなんだ壊れた車輪が描かれている。

## 文化と見所

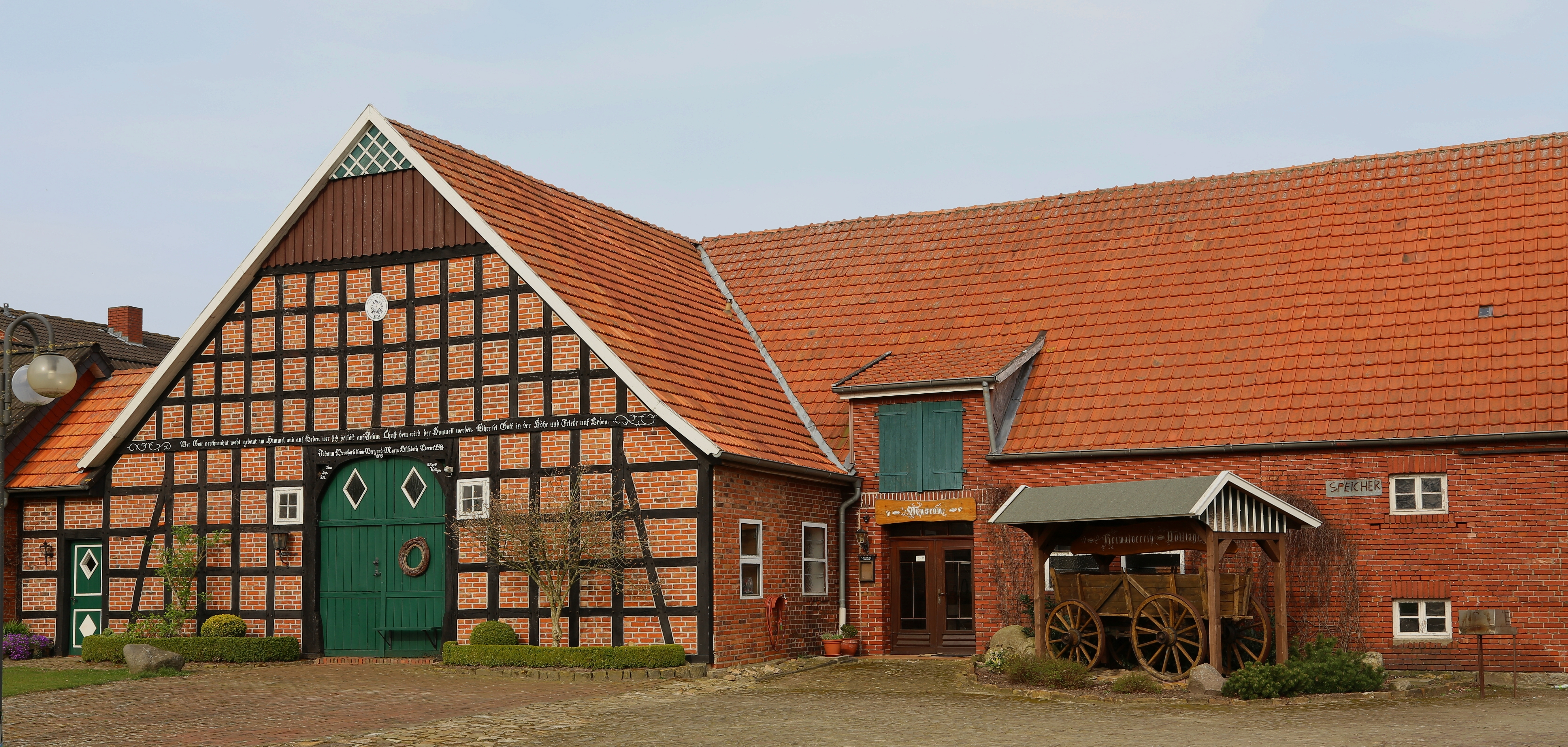
ヘッケル郷土博物館

### 博物館
ヘッケル地区に郷土博物館がある。

### 建築
ヴォルトラーゲの中心に建つカトリックの聖カタリーナ教会の礎石は1752年に設置された。この教会は完成までに3年間を要した。この教会は、外観はとても簡素な印象であるが、その内部にはこの周辺地域で最も装飾豊かなバロック祭壇の1つを有している。このほか、聖カタリーナ教会にはとても珍しいクラウジング・オルガンあるが、緊急に修復が必要な状態である。

## 経済と社会資本

### 交通
ヴォルトラーゲとノイエンキルヒェン、メルツェン、フュルステナウ、レッケとを結ぶオスナブリュック交通会社のバス路線がある。

### 教育
オーバーベルク基礎課程学校